# Gbadolite
Gbadolite (G’badolite) ist eine Stadt im Norden der Demokratischen Republik Kongo und hat 50.489 Einwohner (Stand 2005). Sie ist die Hauptstadt der Provinz Nord-Ubangi.
Gbadolite liegt von Regenwald umgeben und kann praktisch nur mit dem Flugzeug erreicht werden. Es gibt keine befestigten Straßen zu anderen größeren Städten.

## Geographie
Gbadolite liegt am Fluss Ubangi, der die Grenze zwischen der Zentralafrikanischen Republik und der Demokratischen Republik Kongo bildet.

## Geschichte
Gbadolite war das Heimatdorf des ehemaligen Präsidenten von Zaïre, Mobutu Sese Seko. Während seiner Amtszeit baute Mobutu Gbadolite zur Residenzstadt aus, beginnend in den 1970er Jahren. Es wurden nicht nur Paläste für ihn selbst und seine Familie erbaut, er verwandelte Gbadolite auch in eine zweite Hauptstadt neben Kinshasa, in der für alle Ministerien Gebäude errichtet wurden – nur in kleinerem Maßstab. So war Mobutu in der Lage im Notfall von Gbadolite aus zu regieren.
Mobutu baute in Gbadolite drei Paläste. Diese gaben der Stadt den Spitznamen „Versailles des Urwalds“:
- der größte Palast hat 3 Stockwerke, verziert mit edlem Marmor und Jade und diente für öffentliche Anlässe
- Mobutus private Residenz, erbaut im Gaudí-Stil
- ein Palast im Stil chinesischer Pagoden, erbaut von Chinesen

Die Palastanlagen waren prachtvoll ausgestattet. Sie beherbergten unter anderem eine Palastkirche mit einer Kirchenorgel der Gebr. Oberlinger, ein kleines Amphitheater, zwei Schwimmbäder mit Aussicht auf den Fluss Ubangi sowie großzügige Gartenanlagen mit Springbrunnen.
Zu den, für eine Stadt kongolesischer Verhältnisse, außergewöhnlichen Einrichtungen gehör(t)en außerdem:
- Ein Flughafen mit kleinem Terminal (das eine vergoldete Kuppel besitzt), dessen Start- und Landebahn die Concorde benutzen konnte (Mobutu charterte diese gelegentlich)
- Zwei Kraftwerke; eines ist ein Wasserkraftwerk, das mit der Wasserkraft des Ubangi betrieben wird
- Ein Krankenhaus mit deutschen Ärzten
- Ein vierspuriger Boulevard inkl. Straßenbeleuchtung, der die Stadt mit den Palästen verbindet
- ein Motel
- eine von Schweizern bewirtschaftete Farm, auf der Viehzucht mit europäischem Vieh betrieben wurde.

Nach der Vertreibung Mobutus 1997 wurde Gbadolite von Rebellen eingenommen. Dabei wurde die Stadt komplett geplündert. Alle Paläste sind heute zugewachsen und verlassen. Im Zweiten Kongokrieg war Gbadolite Sitz der Movement for the Liberation of Congo, deren Anführer der Geschäftsmann Jean-Pierre Bemba ist.